# 奥尔塞 (多姆山省)
奥尔塞（法語：Orcet，法語發音：[ɔʁsɛ]）是法国多姆山省的一个市镇，位于该省中部，属于克莱蒙费朗区。

## 地理
奥尔塞（45°42'13"N, 3°10'8"E）面积5.99 平方千米，位于法国奥弗涅-罗讷-阿尔卑斯大区多姆山省，该省份为法国中南部省份，北起阿列省接壤，东临卢瓦尔省，南至上盧瓦爾省和康塔爾省，西接科雷兹省和克勒兹省。
与奥尔塞接壤的市镇（或旧市镇、城区）包括：奥弗涅地区库尔农、勒桑德尔、勒克雷斯、莱马特尔德韦尔、拉罗什布朗什、韦尔-蒙通。

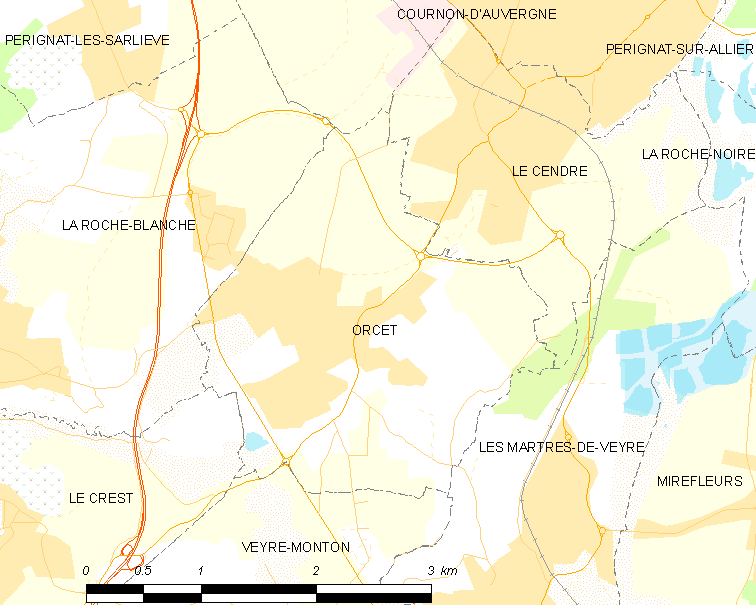
的OSM定位图

奥尔塞的时区为UTC+01:00、UTC+02:00（夏令时）。

## 行政
奥尔塞的邮政编码为63670，INSEE市镇编码为63262。

## 政治
奥尔塞所属的省级选区为莱马特尔德韦尔县。

## 人口

1962-2008年间人口变化图示

奥尔塞于2022年1月1日时的人口数量为2867人。